# Халити, Джавит
Джавит Халити (алб. Xhavit Haliti; 8 марта 1956, Печ) — косовский политик.

## Биография
Халити изучал албанский язык и литературу в университетах Приштины и Тираны. Он был активистом движения за независимость Косова, эмигрировал в 1987 году в Швейцарию. Он принимал активное участие в борьбе косовских албанцев и был соучредителем Армии освобождения Косова (АОК). Он был одним из делегатов на мирных переговорах в Рамбуйе (Франция). После Косовской войны, он стал членом Демократической партии Косова во главе с Хашимом Тачи. Халити является членом Ассамблеи Косова.